# Muellera denudata
Muellera denudata là một loài thực vật có hoa trong họ Đậu. Loài này được (Benth.) M. Sousa mô tả khoa học đầu tiên năm 1993.